# Santa Coloma de Gramenet
Santa Coloma de Gramenet (em catalão e oficialmente) ou Santa Coloma de Gramanet (em castelhano), chamada Gramenet de Besòs entre 1937 e 1939, é um município da Espanha na comarca de Barcelonès, província de Barcelona, comunidade autónoma da Catalunha. Tem 7 km² de área e em 2021 tinha 119 289 habitantes (densidade: 17 041,3 hab./km²).